# فوتبال در سنگال
فوتبال که پرطرفدارترین ورزش در سنگال است، در این کشور توسط فدراسیون فوتبال سنگال اداره می‌شود. این انجمن تیم ملی فوتبال و همچنین لیگ برتر را در این کشور مدیریت می‌کند.